# Горња Дубница (Вучитрн)
Горња Дубница (алб. Sfaraçak i Epërm) је насеље у општини Вучитрн на Косову и Метохији. Према попису становништва на Косову 2011. године , село је имало 284 становника..

## Географија
Село је на падини Копаоника, под Грдечом (837 м), у горњем току Дубничке реке. Разбијеног је типа. Махале су му (одозго наниже, низ реку) Реџовита, Муслиовита, Асановита махала и Мухаџирска махала. Махале су такође разбијене на групице од по две до три куће. На атару села једно се место зове Љугу и Качаникут (Збегов до), једно – Љугу и Кишес (Црквени до), а једно – Вора т’ Шкијеве (Словенско гробље). Арбанаси, међутим, не знају јесу ли им преци затекли село.

## Порекло становништва по родовима
Породице које су живеле у село Горња Дубница:
- Асановит (7 к.), од фиса Краснића. Досељен око 1830. из околине Ђаковице. Прво су „пали“ у Г. Становце, па се после повукли у планину на садашње место. Појасеви су им у 1935. од досељења били: Асан, Азем, Исен, Азем, Исмаил (40 година).
- Реџовит (5 к.), од фиса Краснића. Досељен из Малесије кад и Асановит.
- Муслиовит (8 к.), од фиса Краснића, од братства Ник Паље. Досељен из Малесије кад и Реџовит.
- Влаињ (1 к.), од фиса Шкреља. Као мухаџир из Влахиње у Топлици „лутао“ по Косову и Лабу. У Г. Дубници се настанио око 1895.
- Мерниц (3 к.), од фиса Гаша. Мухаџири из Мернице у Топлици. И они „лутали“; у Г. Дубници настањени после Влаиња.
- Игрилт (2 к.), од фиса Шкреља. Мухаџир је из Игришта (Лесковац). У Г. Дубници се настанио око 1890.
- Врелак (3 к.), од фиса Краснића. Мухаџир је из Врела у Топлици; у Г. Дубници се настанио 1890.
- Дубова (1 к.), од фиса Гаша. Као мухаџир из Дубове у Топлици живео у Глободерици (Обилићу); у Г. Дубници настањен 1905.

## Демографија
| Демографија | Демографија | Демографија |
| Година      | Становника  | Становника  |
| ----------- | ----------- | ----------- |
| 1948.       | 361         |             |
| 1953.       | 381         |             |
| 1961.       | 440         |             |
| 1971.       | 525         |             |
| 1981.       | 571         |             |
| 1991.       | 573         |             |
| 2011.       | 284         |             |

## Спољашне везе
- (језик: енглески) Dumnicë e Epërme/Gornja Dubnica на fallingrain.com
- (језик: енглески) Maplandia